# セー (アルバム)
『セー』（cê）は、ブラジル人ミュージシャン、カエターノ・ヴェローゾが2006年に発表したスタジオ・アルバム。

## 背景
アルバム・タイトルは、「あなた」という意味のポルトガル語「você」の短縮形である。音楽的にはパンク・ロック、オルタナティヴ・ロックを取り入れた内容とみなされており、本作でバックを務めた「バンダ・セー」（ペドロ・サー、ヒカルド・ヂアス・ゴメス、マルセル・リカード）は、その後『ジー・イ・ジー』、『アブラサッソ』といったスタジオ・アルバムにも全面参加した。
Nate Chinenは『ニューヨーク・タイムズ』紙の記事において「歌詞の面では、『セー』の大部分は露骨に情欲的だ」と指摘しており、中原仁は本作の日本盤CDのライナーノーツにおいて、友人を追悼した「ヴァリー・サロマォン」を別とすれば、多くの曲はヴェローゾの前妻に向けられた歌詞ではないかと推測している。

## 反響・評価
ポルトガルのアルバム・チャートでは初登場5位のヒットとなり、5週連続でトップ30入り（うち3週トップ10入り）した。アメリカでは、第8回ラテン・グラミー賞において最優秀シンガーソングライター・アルバム賞を受賞した。
Philip Jandovskýはオールミュージックにおいて5点満点中3点を付け「楽しめる内容で、しっかり作り込まれており、品のあるアルバムだが、同時にカエターノの最上からはほど遠い」と評している。また、『Sounds and Colours』の編集者ラス・スレイターは、本作をヴェローゾの作品の中でも特に「パンク色の強いアルバム」と位置付け「オリジナル曲の水準は、いつものカエターノの域に達していないが、バンドの新鮮さがそれを補っている」と評している。

## 収録曲
全曲ともカエターノ・ヴェローゾ作。
1. 別人 - "Outro" - 3:00
2. 僕の涙 - "Minhas Lágrimas" - 5:09
3. ロックス - "Rocks" - 3:36
4. 都会の女神 - "Deusa Urbana" - 3:46
5. ヴァリー・サロマォン - "Waly Salomão" - 3:24
6. 僕は後悔しない - "Não Me Arrependo" - 4:08
7. ハイブリッドのミューズ - "Musa Híbrida" - 4:21
8. 憎悪 - "Odeio" - 5:58
9. 男 - "Homem" - 4:46
10. なぜ? - "Porquê?" - 3:53
11. 夢 - "Um Sonho" - 3:23
12. 英雄 - "O Herói" - 3:44

## 参加ミュージシャン
- カエターノ・ヴェローゾ - ボーカル、ギター
- ペドロ・サー - ギター、ベース、ボーカル
- ヒカルド・ヂアス・ゴメス - ベース、ローズ・ピアノ、ボーカル
- マルセロ・カラード - ドラムス、ボーカル

アディショナル・ミュージシャン
- ジョナス・サー - コーラス、ボーカル・アレンジ(on #12)[1]